# Павер (Chainsaw Man)
Павер (яп. パワー, Pawā) — вигаданий персонаж із манґи Chainsaw Man авторства Тацукі Фуджімото. Вона — нечисть, що працює разом із головним героєм, Денджі, проти різних ворогів.
В аніме-адаптації персонажа озвучує Файруз Ай. Персонаж отримав високу оцінку від критиків, багато хто вважає її проривним героєм манґи. Особливо відзначали її яскраву появу, харизму, а також стосунки з Денджі протягом усієї історії. Її бойові сцени та здібності в манзі й аніме також були схвально сприйняті.

## Створення
Павер була натхненна Еріком Картманом із серіалу South Park, оскільки Тацукі Фуджімото зізнавався, що це одне з його улюблених шоу. Манабу Оцуці сподобалося, як автор зосередив увагу на Денджі, Акі та Павер, адже Фуджімото вдалося показати зв’язок, який формується між персонажами під час спільного проживання.
Японська сейю Файруз Ай зазначила, що, незважаючи на намір режисера зробити Chainsaw Man реалістичною аніме-адаптацією, вона намагалася бути вірною характеру Павер, навіть попри те, що спершу не розуміла, чим займаються демони. Павер було надано риси сестринського персонажа, який мав викликати симпатію в аудиторії. Щодо її взаємодії з іншими головними героями, було вирішено, що вони спілкуватимуться як старі знайомі вже з першої зустрічі.

## Появи
Нечисть Крові і мисливиця на демонів із Бюро громадської безпеки, що входить до загону Макіми. Павер виглядає як молода дівчина з довгим волоссям. Вона має короткі червоні роги, що стирчать із голови (як у типового демона). Павер обожнює насильство, поводиться по-дитячому, жадібна, майже повністю керується особистими інтересами й готова нашкодити іншим заради власного задоволення. Втім, вона демонструє безумовну любов до своєї кішки на ім’я Мявка (яп. ニャーコ, Nyāko), навіть в якийсь момент готова пожертвувати життям Денджі, щоб врятувати її. Вона починає глибоко піклуватися про Денджі та Акі, своїх перших справжніх друзів.
Коли вона, Денджі, Акі та група мисливців на демонів були телепортовані до Пекла, Павер отримала посттравматичний стресовий розлад після зустрічі з Демоном Темряви. Денджі допомагає їй оговтатися, але Акі, одержимий Демоном Зброї, нападає на них. У результаті битви Денджі вбиває Акі, що травматизує і його, і Павер. Пізніше Павер була застрелена Макімою на очах у Денджі, щоб зламати його дух. Павер відроджується як Демон Крові з крові Денджі на прохання Почіти, щоб врятувати Денджі, але знову отримує смертельне поранення від Макіми. Перед смертю Павер укладає угоду з Денджі — в обмін на її кров Денджі повинен знайти відродженого Демона Крові і перетворити її назад на Павер, щоб вони знову могли бути друзями.
Окрім манґи та аніме-адаптації, Павер з'являлась у ранобе за мотивами манги під назвою Buddy Stories. В одному з розділів Павер і Денджі розслідують нещодавню серію зникнень у готелі.

## Сприйняття
Критики схвально оцінили образ Павер. З моменту її появи Anime News Network назвали її «кращою дівчиною» (best girl), попри те, що вона одразу підставляє Денджі при першій зустрічі. Anime UK News також позитивно сприйняли її введення в сюжет і перші взаємодії з Денджі, коли він намагається маніпулювати нею, щоб доторкнутися до її грудей, на що Павер погоджується, додаючи комічності ситуації. Її платонічні стосунки з Денджі були високо оцінені критиками як яскравий контраст до інших стосунків у серіалі. Через критику щодо характеризації Денджі, Polygon зазначив, що серіал став значно цікавішим із появою Павер та Макіми.The Fandom Post також відзначили комедійний потенціал Павер — зокрема сцену, коли вона дозволяє Денджі доторкнутися до її грудей, а також згадки про її випорожнення після того, як вона починає жити разом із Денджі та Акі, що додавало гумору.
Comic Book Resources звернули увагу на дивний момент у ранніх розділах другої частини, де Денджі рідко згадує Павер та обіцянку, яку вони дали одне одному раніше. Kotaku також похвалили динаміку між Павер і Денджі, підкресливши, як тісно вони пов’язані з Акі, назвавши їхню взаємодію «приємною» та зворушливою. Otaku USA відзначили майстерне зображення головного тріо у ранніх розділах через драму, яку їм доводиться пережити. The Mary Sue назвали Павер найкращим персонажем у серіалі. Її жорсткі тренування також отримали позитивні відгуки — їх сприйняли як ще один спосіб додати гумору й зберегти головних героїв антигероїчними, навіть попри втрату Хімено, що контрастує з більш людяним образом Акі. IGN відзначили, наскільки контрастує особистість Павер з іншими персонажами, особливо з тими, хто більш серйозний, підкреслюючи, що її комедійні сцени не є надмірними чи гротескними. Її роль у ранобе Buddy Stories отримала схвальні відгуки від Anime News Network за комічні риси персонажа та хімію у взаємодії з Денджі.
У голосуванні за популярність персонажів із манґи Павер посіла перше місце. В іншому опитуванні вона зайняла третє місце, поступившись Акі Хаякаві та Макімі. Крістофер Фарріс із Anime News Network назвав Павер своєю улюбленою жіночою героїнею 2022 року, відзначивши її динаміку з Денджі та гру Ай Файруз. Павер також з’явилася у кросовері з грою Goddess of Victory: Nikke, де разом із Макімою та Хімено представляла Chainsaw Man.Крім того, студія MAPPA створила фігурку Павер.